# Костино (Печорский район)
Костино — деревня в Печорском районе Псковской области России. Входит в состав сельского поселения «Изборская волость».
Расположена в 27 км к юго-востоку от города Печоры и в 5 км к югу от Изборска.

## Население
Численность населения деревни на 2000 год составляет 19 человек, на 2011 год — 12 человек.
| 2001 | 2002 | 2010 |
| ---- | ---- | ---- |
| 19   | ↘10  | ↘7   |